# Komi (volk)

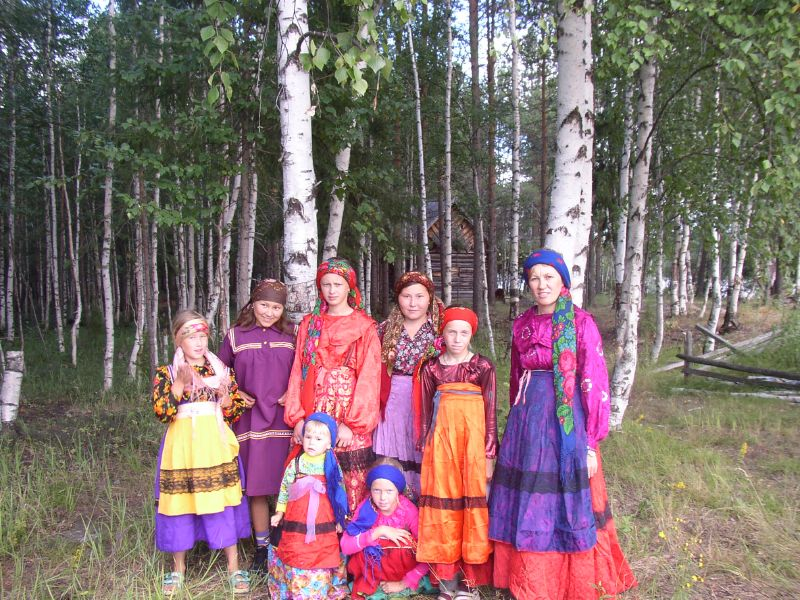
Komi

globale verspreiding van de Fins-Permische volkeren omstreeks 1000 AD
Tsjoeden
Wepsen
Komi
Merja
Mari
Mesjtsjera
Moeroma
Mordwienen

De Komi (Zurjeens: Коми-Зыряна, Komi-Zyrjana) zijn een Finoegrisch volk uit het noordwesten van Rusland.
Er zijn ongeveer 330.000 Komi (inclusief de Komi-Permjaken), en zij wonen voornamelijk ten westen van de Oeral in de deelrepubliek Komi, de kraj Perm, Nenetsië, de oblast Archangelsk en de oblast Moermansk. Zij spreken tegenwoordig voornamelijk Russisch, maar ook hun oorspronkelijke taal het Zurjeens, dat in 2010 ongeveer 220.000 sprekers telde.
Hun religie is het Russisch-orthodoxe christendom, maar enkele traditionele groepen beoefenen ook het sjamanisme.
- Het woord komi betekent oorspronkelijk mens.